# St Helens (Merseyside)
Pour les articles homonymes, voir Saint Helens.
St Helens est une ville anglaise d'environ 100 000 habitants. Elle se situe non loin de Liverpool, dans le comté densément urbanisé de Merseyside et constitue le principal centre urbain du district métropolitain de St Helens. 
St Helens se situe au sud-ouest du comté historique du Lancashire, au nord-ouest de l'Angleterre à environ 10 km au nord de la Mersey.
La ville se développe à partir du XVIIIe siècle par l'industrie du charbon et du verre. Le coton et l'industrie du lin sont également présents pour la fabrique de voiles jusqu'au milieu du XIXe siècle.

## Sport
Le club local de rugby à XIII est St Helens RLFC, fondé en 1873 et surnommé « Saints », et qui évolue en Super League. Le club dispute ses rencontres au Totally Wicked Stadium depuis 2011. Il s'agit d'un des clubs les plus prestigieux d'Angleterre de par son palmarès.
Située exactement entre Liverpool et Manchester St Helens a longtemps été (dans les années 80) un terrain d'affrontement plus ou moins amicaux entre supporters des deux clubs de football.

## Jumelages
- Chalon-sur-Saône (France) depuis 1964
- Stuttgart (Allemagne) depuis 1948